# Gary Comer
Gary Comer (conocido como Ding Schoonmaker; 10 de diciembre de 1927-4 de octubre de 2006) fue un deportista estadounidense que compitió en vela en la clase Star. Ganó una medalla de plata en el Campeonato Mundial de Star de 1959.

## Palmarés internacional
| Campeonato Mundial | Campeonato Mundial             | Campeonato Mundial | Campeonato Mundial |
| Año                | Lugar                          | Medalla            | Clase              |
| ------------------ | ------------------------------ | ------------------ | ------------------ |
| 1959               | Newport Beach (Estados Unidos) | Medalla de plata   | Star               |